# Gary Lachman

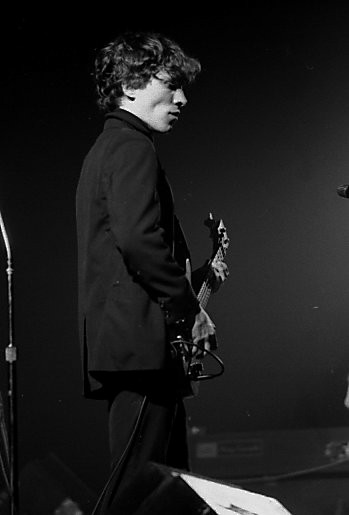
Gary Valentine von Blondie 1976

Gary Lachman (Künstlername Gary Valentine; * 24. Dezember 1955 in Bayonne, New Jersey) ist ein US-amerikanischer Schriftsteller und Rockmusiker.

## Musikalische Karriere
Lachman war unter dem Namen Gary Valentine Gründungsmitglied und Bassist der New-Wave-Band Blondie. Er schrieb die Musik und den Text für viele Stücke der Band. 1977 verließ er Blondie, um seine eigene Gruppe zu gründen. Weitere Formationen folgten, unter anderem 1981 eine Zusammenarbeit mit Iggy Pop. 1996 zog Lachman nach London. Dort beteiligte er sich an Blondies Re-Union und trat mit der Band auf verschiedenen großen Festivals in den USA auf. Nachdem er Stücke, die er eigentlich für Blondie geschrieben hatte, auch mit anderen Musikern aufführte, wurde er von der weiteren Zusammenarbeit mit Blondie ausgeschlossen. 2006 wurde er in die Rock and Roll Hall of Fame aufgenommen.

## Literarische Karriere
Neben seinen musikalischen Aktivitäten studierte er an der California State University, Los Angeles in den 1980er Jahren Philosophie. Unter anderem arbeitete er in einer New-Age-Buchhandlung in Los Angeles. Außerdem ließ er sich in dieser Zeit vier Jahre lang in Gruppen unterweisen, die sich auf den von Georges I. Gurdjieff begründeten Vierten Weg stützten.
Hatte Lachman sich bisher vor allem für die Kunst und Literatur des frühen 20. Jahrhunderts interessiert, arbeitete er seit seiner Londoner Zeit auch als Autor für den Guardian, die Sunday Times und andere Zeitungen. Sein besonderes Interesse gilt der europäischen Geistesgeschichte und dem Okkultismus. Lachman schrieb Bücher, Artikel und Essays unter anderem über Colin Wilson, Emanuel Swedenborg, P. D. Ouspensky, Carl Gustav Jung und Rudolf Steiner. Er ist regelmäßiger Gast bei der BBC, hält Vorträge und ist Blogautor auf The Daily Grail und Reality Sandwich. Seine Bücher und Essays sind in viele Sprachen übersetzt worden. Lachman verfasste für die Ausstellung Geheimgesellschaften in der Schirn Kunsthalle Frankfurt 2011 ein ausführliches Audio-Essay.

## Veröffentlichungen
- Two essays on Colin Wilson: World Rejection and Criminal Romantics & From Outsider to Post-Tragic Man. 1994, ISBN 0-946650-52-7
- mit John Shand: Colin Wilson as Philosopher & Faculty X, Consciousness and the Transcendence of Time. 1996, ISBN 0-946650-59-4
- als Gary Valentine: New York Rocker: My Life in the Blank Generation with Blondie, Iggy Pop, and Others 1974-1981. 2002, ISBN 0-283-06367-X
  - They stopped making sense, Rezension von Paul Morley im Guardian, 2. März 2002
- Turn Off Your Mind: The Mystic Sixties and The Dark Side Of The Age of Aquarius. 2002, ISBN 0-283-06366-1; erweiterte und aktualisierte Neuauflage: The Dedalus Book of the 1960s: Turn Off Your Mind. 2009, ISBN 978-1-903517-70-3
- A Secret History of Consciousness. 2003, ISBN 1-58420-011-1
- The Dedalus Book of the Occult: A Dark Muse. 2003, ISBN 1903517206
- In Search of P. D. Ouspensky: The Genius in the Shadow of Gurdjieff. 2004, ISBN 0-8356-0840-9
  - Rezension von Erik Davis, 14. Juli 2008 (Memento vom 29. November 2010 im Internet Archive) von Erik Davis, 14. Juli 2008
- (Hrsg.): The Dedalus Occult Reader: The Garden of Hermetic Dreams. 2005, ISBN 1-903517-32-X
  - Alone by the fire in the dead of winter…, Rezension von Nicholas Lezard im Guardian, 1. Januar 2005
- Into the Interior: Discovering Swedenborg. 2006, ISBN 0-85448-149-4; Neuausgabe: Swedenborg: An Introduction to His Life and Ideas. 2012, ISBN 978-1585429387
- Rudolf Steiner: An Introduction to His Life and Work. 2007, ISBN 1-58542-543-5
  - Die Rudolf-Steiner-Story. Ein neuer Blick auf Leben und Werk eines spirituellen Pioniers. Info-3-Verlag, Frankfurt 2008, ISBN 978-3-924391-40-9
- The Dedalus Book of Literary Suicides: Dead Letters. 2008, ISBN 978-1-903517-66-6
- Politics and the Occult: The Right, the Left, and the Radically Unseen. 2008, ISBN 978-0-8356-0857-2
- Jung the Mystic: The Esoteric Dimensions of Carl Jung’s Life and Teachings. 2010, ISBN 1-58542-792-6
- The Quest for Hermes Trismegistus From Ancient Egypt to the Modern World. 2011, ISBN 978-0-86315-798-1
- Poetry and Mysticism. In: Colin Stanley (Hrsg.): Around the Outsider: Essays Presented to Colin Wilson on the Occasion of His 80th Birthday. O-Books, 2011, ISBN 1846946689, S. 116–131